# Othis
Othis is een gemeente in het Franse departement Seine-et-Marne (regio Île-de-France) en telt 6479 inwoners (1999). De plaats maakt deel uit van het arrondissement Meaux.

## Geografie
De oppervlakte van Othis bedraagt 13,0 km², de bevolkingsdichtheid is 498,4 inwoners per km².
De onderstaande kaart toont de ligging van Othis met de belangrijkste infrastructuur en aangrenzende gemeenten.

## Demografie
Onderstaande figuur toont het verloop van het inwonertal (bron: INSEE-tellingen).

## Galerij

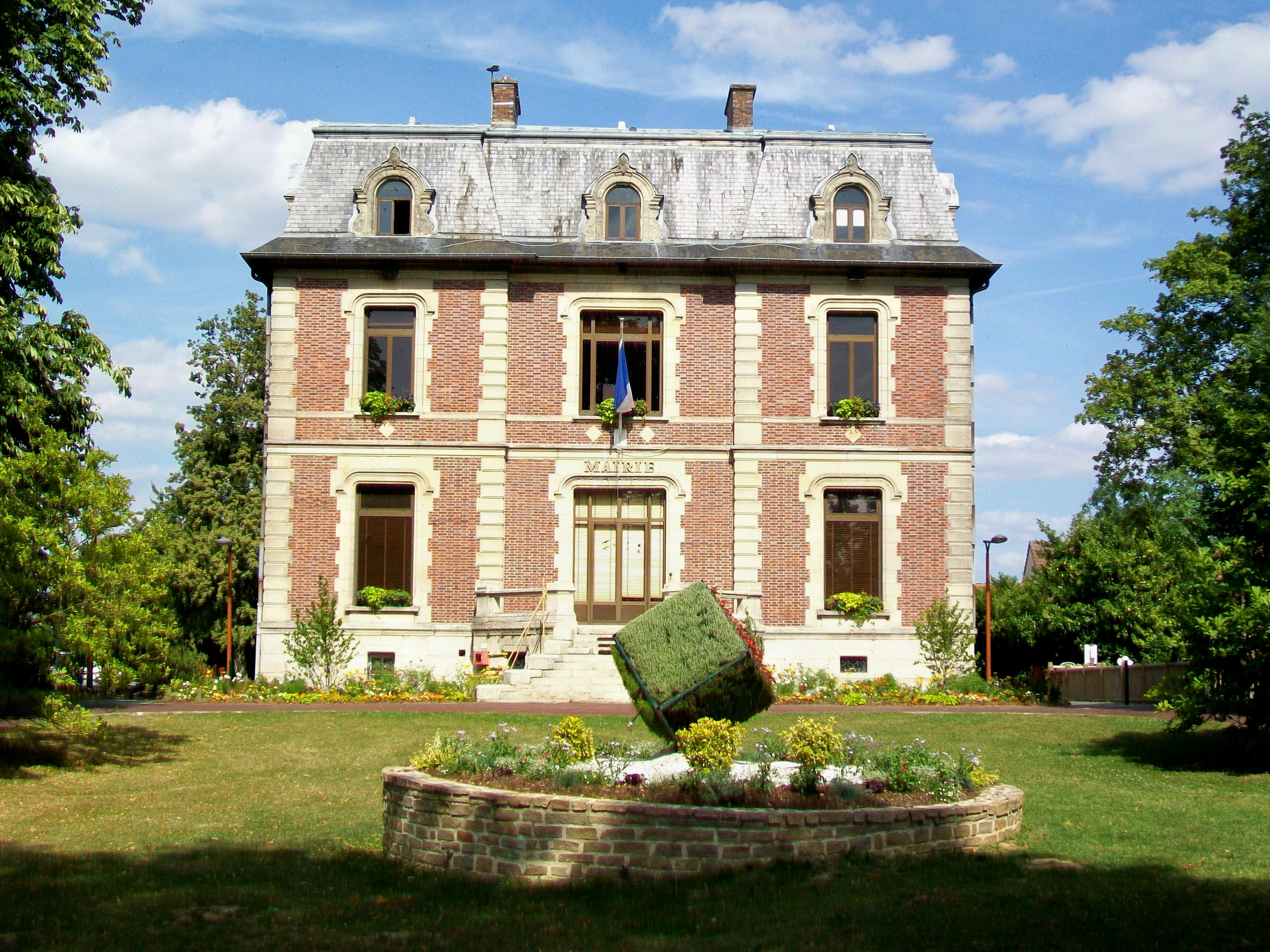
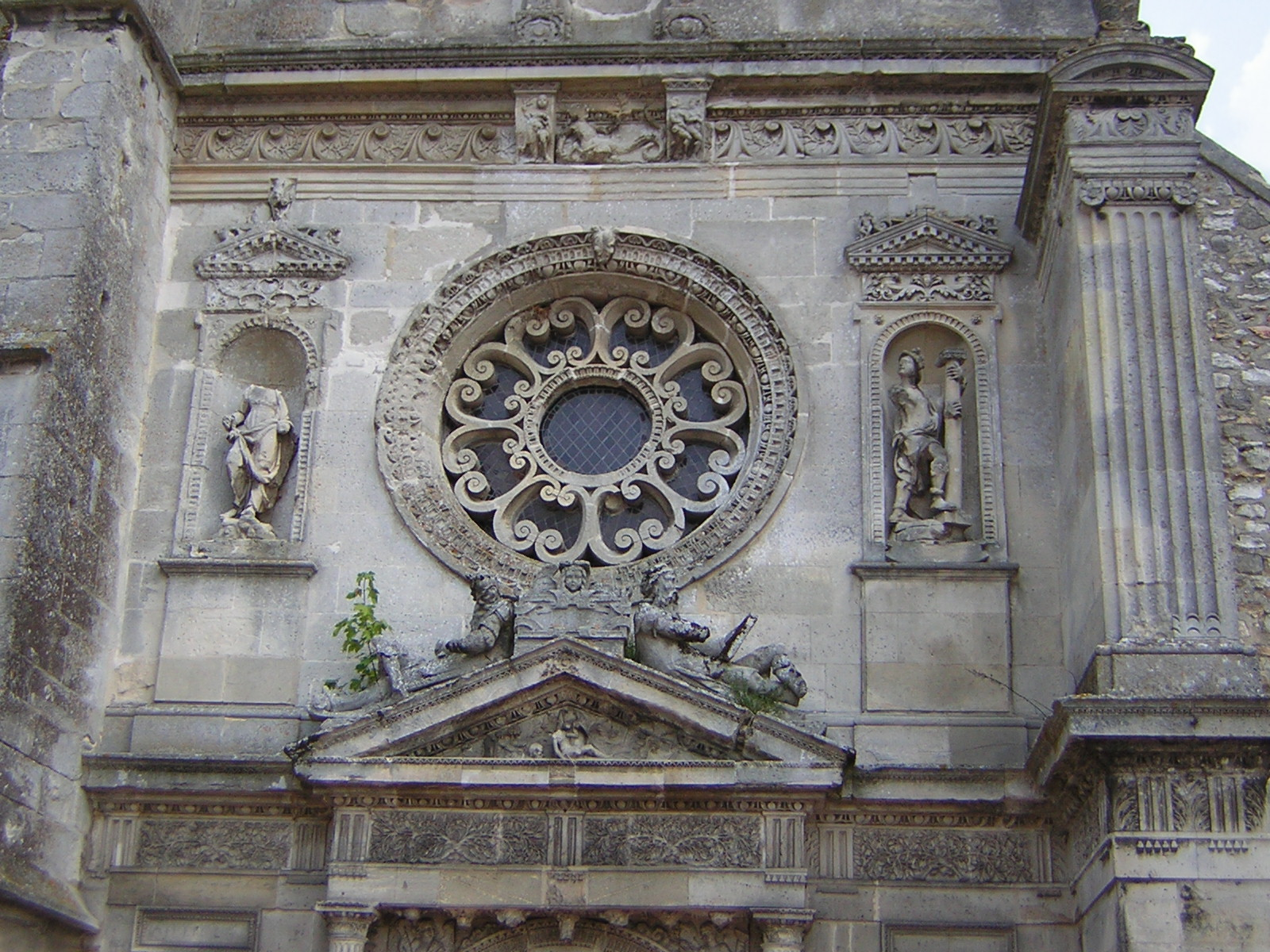
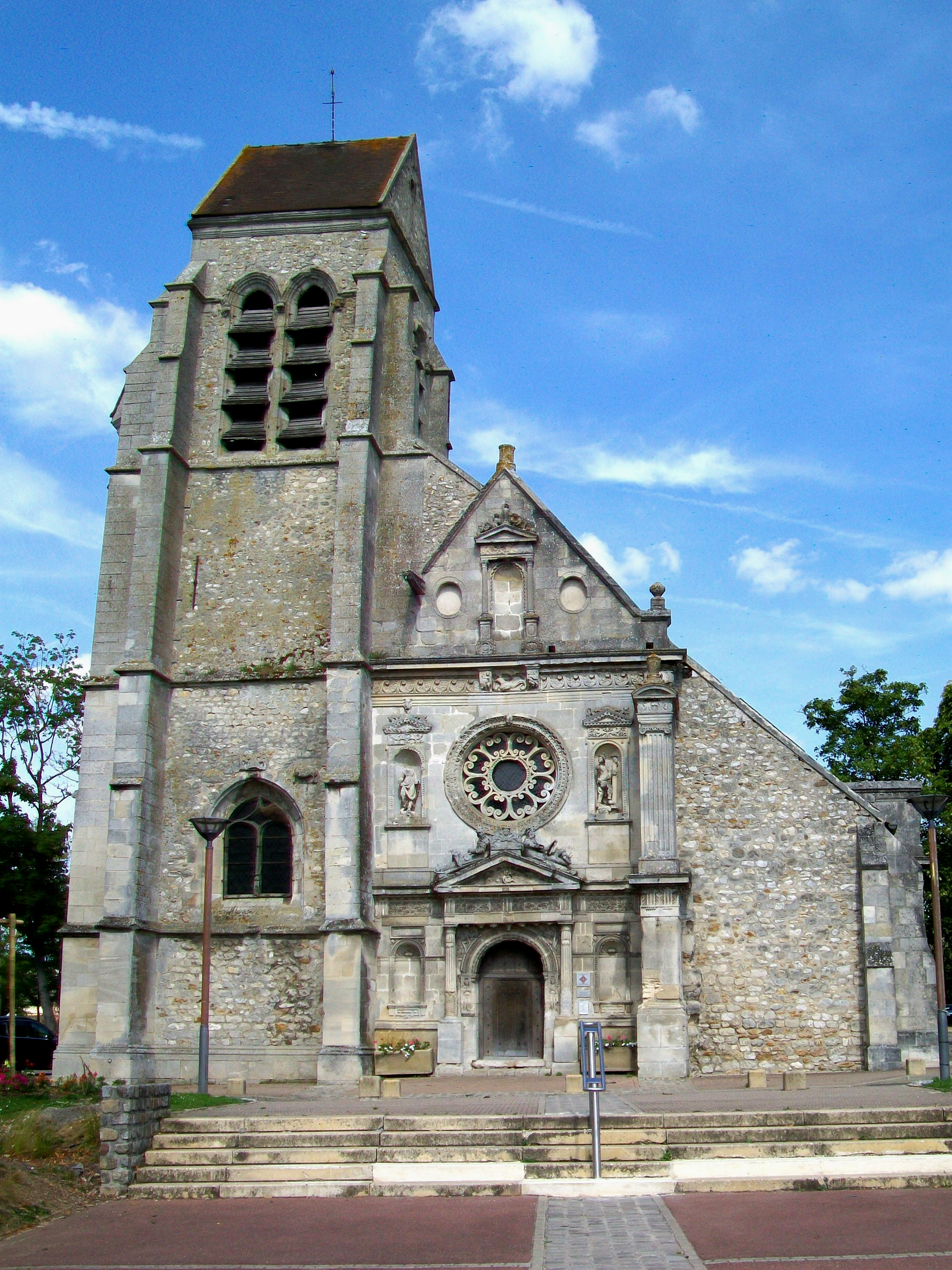